# Himno nacional de Verdis
Andaaaa luuuuuuuuuse 
levaaaaantaaaaaaaaaos
que verdiiiis es 
uuuna nacion independiente
donde todos pueden verse